# 怪物遊戲
《怪物遊戲》（英語：Goosebumps）是一部於2015年上映的美國恐怖喜劇電影，根據R·L·史汀所著的童書系列《雞皮疙瘩》改編。為羅勃·萊特曼執導，達倫·萊姆克編劇，劇本基於史考特·亞歷山大與萊瑞·卡拉蘇斯基所提供的故事。由傑克·布萊克、狄倫·明尼特、歐德雅·羅許、艾美·萊恩、萊恩·李和吉琳安·貝爾主演。該片由索尼、LStar Capital和威秀電影資助，Original Film及学乐娱乐製片。
電影於2015年6月24日在西班牙巴塞隆納的CineEurope展覽會上首映，並由索尼影視娛樂旗下公司哥倫比亞電影公司及索尼動畫在2015年10月16日於美國發行。《怪物遊戲》於全球共進帳1.5億美元，而其製片預算為5,800萬美元。拉斯維加斯影評人協會將該電影提名至最佳家庭電影獎。

## 劇情
青少年柴克·庫柏（狄倫·明尼特飾演）和他的母親吉兒（艾美·萊恩飾演）從鄉下搬到了德拉瓦州麥迪遜的小鎮，在定居下來後，柴克認識了鄰居漢娜（歐德雅·羅許飾演）和過分保護她的父親「夏維斯先生」（傑克·布萊克飾演）。柴克與漢娜很快便成為了朋友，但夏維斯先生警告柴克不要越過他家的柵欄。不久後，柴克發現漢娜的父親便是知名童書系列《雞皮疙瘩》的作家，並將他所寫的故事裡的怪物鎖在書中。然而柴克和他的朋友錢普（萊恩·李飾演）誤使怪獸從書中逃出，危害整個小鎮。

## 演員
| 演員             | 角色                        | 備註                                                                 |
| 傑克·布萊克      | R·L·史汀 史賴皮 布倫特·格林 | 《雞皮疙瘩》的創作者及漢娜的父親。                                   |
| 狄倫·明尼特      | 扎卡里·「柴克」·庫柏        | R·L·史汀的新鄰居。                                                   |
| 歐德雅·羅許      | 漢娜·史汀                   | R·L·史汀的「女兒」和一名《雞皮疙瘩》角色。同時她也是柴克的戀愛對象。 |
|                  | 吉兒·庫柏                   | 柴克的母親，麥迪遜高中的副校長。                                     |
| 萊恩·李          | 錢普                        | 柴克的新朋友。                                                       |
| 吉琳安·貝爾      | 蘿琳                        | 柴克的阿姨和吉兒的姐姐，愛上了R·L·史汀。                             |
| 肯·馬利諾        | 卡爾                        | 麥迪遜高中的體育老師。                                               |
| 提摩西·西蒙斯    | 史蒂文斯警察                | 一名為麥迪遜警察局工作的警察。                                       |
| 阿曼達·朗德      | 布魯克斯警察                | 一名為麥迪遜警察局工作，並與史蒂文斯合作的實習警員。                 |
| 荷絲頓·塞奇      | 泰勒                        | 一名麥迪遜高中的受歡迎學生，錢普的暗戀對象。                         |
| 史蒂芬·克魯格    | 戴維森                      | 一名麥迪遜高中的受歡迎學生。                                         |
| 基斯·亞瑟·博爾登 | 蓋瑞森校長                  | 麥迪遜高中的校長。                                                   |
| R·L·史汀         | 布萊克先生                  | 客串。麥迪遜高中新進的戲劇老師。                                     |
| E·羅傑·米切爾    | 麥迪遜市長                  | 客串（未掛名），僅出現於柴克父親的照片上。                           |

## 發行

### 評價
該片獲得多數影評人的好評。爛蕃茄上收集的159篇專業影評文章中，有122篇給予該片「新鮮」的正面評價，「新鮮度」為76%，平均得分6.4分（滿分10分），而基於另一影評匯總網站Metacritic上的29篇評論文章，其中15篇予以好評，1篇差評，13篇褒貶不一，平均分為60（滿分100）。據CinemaScore調查，觀眾的平均評價於A+至F間落於「A」。

### 票房
《怪物遊戲》在北美共進帳8,010萬美元，其他地區7,010萬美元，全球總計1.502億美元，而其製片預算為5,800萬美元。
在美國及加拿大，據推測，電影將於首週末於3,501家劇院發行，票房約位在2,000萬至3,100萬美元之間。然而，索尼更為保守，估計該片於首週末的票房收入為1,200萬至1,500萬美元。《怪物遊戲》於2015年10月16日和《間諜橋》、《腥紅山莊》及《橄欖球傳奇》一同上映，票房專家指出，除了上映第三週的《絕地救援》之外，電影並沒有面臨激烈的競爭。在其首映週末，電影進帳2,350萬美元，超越工作室預測，並位居當週票房冠軍。該成績使其成為索尼第四部在首週獲得冠軍的秋季電影。先前，工作室在過去七個星期共有三部電影達成：《戰爭房間》、《完美傢伙》和《尖叫旅社2》。該週的觀眾有60%是家庭，其次是25歲以下的59%，而男/女觀眾的比例則是50/50均分。

### 榮譽
| 獎項                 | 類別         | 獲提名者     | 結果 |
| -------------------- | ------------ | ------------ | ---- |
| 拉斯維加斯影評人協會 | 最佳家庭電影 | 《怪物遊戲》 | 提名 |
| 土星獎               | 最佳奇幻電影 | 《怪物遊戲》 | 提名 |

## 續集
2015年9月2日，據報導，續集正在規劃階段，而索尼則在為續集尋找編劇。2017年1月17日，宣布上映日期為2018年1月26日。2017年2月6日，續集的上映日期推遲至2018年9月21日，取代《尖叫旅社3：怪獸假期》先前的檔期。2017年5月，宣布續集的片名為《Goosebumps: Horror Land》。傑克·布萊克也將回歸主演。2017年11月，羅布·李伯被聘來撰寫劇本。不久後，宣布亞里·桑多將取代羅勃·萊特曼擔任導演。2017年12月，續集的上映日延期至2018年10月12日。

## 外部連結
- 官方网站
- 互联网电影数据库（IMDb）上《怪物遊戲》的资料（英文）
- Box Office Mojo上《怪物遊戲》的資料（英文）
- 爛番茄上《怪物遊戲》的資料（英文）
- Metacritic上《怪物遊戲》的資料（英文）
- AllMovie上《怪物遊戲》的资料（英文）
- 開眼電影網上《怪物遊戲》的資料（繁體中文）
- 豆瓣电影上《怪物遊戲》的資料 （简体中文）
- 时光网上《怪物遊戲》的資料（简体中文）